# Bad Rabbit
Bad Rabbit ist eine Ransomware aus dem Jahr 2017. Ziel waren hauptsächlich osteuropäische Unternehmen und Behörden. Später verbreitete sich Bad Rabbit auch in anderen Ländern.

## Technik
Bad Rabbit wurde mittels sogenannter Watering-Hole-Angriffe verbreitet, bei denen Web-Seiten, die regelmäßig von der Zielgruppe aufgerufen werden, mit Malware infiziert werden, die sich bei einem Aufruf der Seite auf dem Rechner des Besuchers installiert. Beim Bad-Rabbit-Angriff enthielten die infizierten Seiten ein Skript, das Nutzer zu einem angeblichen Flash-Player-Installer weiterleitete, der durch den Dateinamen install_flash_player.exe getarnt war. Zur Ausführung waren Administratoren-Rechte des Webseiten-Besuchers für den eigenen Rechner notwendig. Nach der Infektion mit Bad Rabbit wurden die Daten der Festplatte verschlüsselt. Zur Freischaltung sollte ein Lösegeld von 0,05 Bitcoins gezahlt werden, was im Oktober 2017 280 US-Dollar entsprach. Diese Methode wird mit WannaCry und Petya verglichen.
Kaspersky stellt fest, dass sich Bad Rabbit bei Codepassagen aus anderen Schadprogrammen, etwa der Ransomware Petya, bedient hat. Die Verschlüsselung basiert auf der freien Software zur Verschlüsslung von Festplatten und Wechseldatenträgern DiskCryptor. Zum Abgreifen von Login-Daten kam das Metasploit-Tool Mimikatz zum Einsatz.

## Geschichte
Ziel der Angriffe waren zunächst vor allem die Mitarbeiter osteuropäischer Unternehmen und Behörden. Am 24. Oktober 2017 wurde durch Bad Rabbit die russische Nachrichtenagentur Interfax lahmlegt. Ebenfalls betroffen war der Flughafen Odessa in der Ukraine, Metro Kiew, das Ministerium für Infrastruktur Ukraine und das News-Portal Fontanka.ru. Attacken wurden außerdem in Russland, der Ukraine, der Türkei, Polen, Dänemark, Irland, Japan, Südkorea, den Vereinigten Staaten und in Deutschland registriert.